# مامدی کابا
مامدی کابا (انگلیسی: Mamadi Kaba؛ زادهٔ ۱۵ ژوئن ۱۹۸۲) بازیکن فوتبال اهل گینه بود.
از باشگاه‌هایی که در آن بازی کرده است می‌توان به باشگاه فوتبال لوگانو اشاره کرد.
وی همچنین در تیم ملی فوتبال گینه بازی کرده است.